# Tađêô Nguyễn Văn Lý
Tađêô Nguyễn Văn Lý (sinh ngày 15 tháng 5 năm 1946) là một linh mục Công giáo và một nhân vật bất đồng chính kiến ở Việt Nam, đã nhiều lần bị Chính phủ Việt Nam bắt. Năm 2007, ông bị Tòa án nhân dân tỉnh Thừa Thiên Huế xét xử công khai với tội danh "Tuyên truyền chống Nhà nước Cộng hòa xã hội chủ nghĩa Việt Nam", theo Khoản 1, Điều 88 - Bộ luật hình sự của Nước Cộng hòa xã hội chủ nghĩa Việt Nam.

## Tiểu sử
Linh mục Nguyễn Văn Lý, tên thánh là Tađêô (Thadeus) chào đời tại làng Ba Bình, Vĩnh Chấp, Vĩnh Linh, xã cực bắc tỉnh Quảng Trị.
Năm 1963, ông được linh mục Nguyễn Như Tự bảo trợ và giới thiệu vào tu học tại Tiểu Chủng viện Hoàn Thiện (Huế).
Năm 1966, ông vào học tại Đại chủng viện Xuân Bích Huế.
Tháng 4 năm 1974, ông được Tổng Giám mục Philipphê Nguyễn Kim Điền truyền chức Linh mục tại Nhà thờ chính tòa Phủ Cam (Huế).
Linh mục Nguyễn Văn Lý gia nhập Hội Thừa Sai do Tổng Giám mục Nguyễn Kim Điền sáng lập với mục đích hoạt động truyền giáo ở những vùng dân cư nghèo khó và được giao việc phụ trách cộng đoàn Thừa Sai tại Gò Vấp, Gia Định.
Năm 1975, Linh mục Nguyễn Văn Lý trở về Huế làm thư ký cho Tổng Giám mục Nguyễn Kim Điền.

## Hoạt động
Tháng 9 năm 1977, vì có liên quan đến việc phổ biến hai bài tham luận của Tổng Giám mục Nguyễn Kim Điền với nội dung lên án chính quyền Việt Nam "chủ trương tiêu diệt tôn giáo", Linh mục Nguyễn Văn Lý bị bắt và kết án 20 năm tù với tội danh "chống phá cách mạng" và bị giam tại Thừa Phủ (Huế).
Tháng 12 năm 1977, Linh mục Nguyễn Văn Lý được mãn hạn tù nhưng không được phép thi hành nhiệm vụ linh mục.
Tháng 7 năm 1978 Toà Tổng Giám mục Huế can thiệp với chính quyền tỉnh Thừa Thiên và đưa Linh mục Nguyễn Văn Lý về làm linh mục quản xứ Đốc Sơ, thuộc xã Hương Sơ, huyện Hương Trà, tỉnh Thừa Thiên.
Tháng 1 năm 1983 chính quyền tỉnh Thừa Thiên ra quyết định trục xuất Linh mục Nguyễn Văn Lý khỏi giáo xứ Đốc Sơ, lý do vì linh mục không chấp hành lệnh cấm của chính quyền tỉnh, tiếp tục việc dạy giáo lý trong giáo xứ.
Tháng 5 năm 1983, Linh mục Lý bị bắt và kết án 10 năm tù và 4 năm quản chế với tội danh "gây rối trật tự xã hội". Linh mục Lý bị đưa về giam tại Thanh Cẩm (Thanh Hóa) và Ba Sao (Nam Hà).
Tháng 7 năm 1992, Linh mục Lý được trả tự do và cho về cư ngụ tại Tòa Giám mục Huế, nhưng bị cấm không được làm nhiệm vụ linh mục.
Tháng 11 năm 1994, Linh mục Lý đã công bố "Tuyên ngôn 10 điểm về vấn đề tự do tôn giáo tại Việt Nam".
Năm 1997, Linh mục Lý về nghỉ dưỡng bệnh tại giáo xứ Nguyệt Biều của linh mục quản xứ Trần Văn Quý.
Ngày 24 tháng 11 năm 2000, Linh mục Lý phổ biến bản "Tuyên ngôn về thực trạng Giáo hội Công giáo tại giáo phận Huế" và lời kêu gọi "Chúng tôi cần có tự do tôn giáo thật sự tại Việt Nam".
Ngày 5 tháng 2 năm 2001, Toà Tổng Giám mục Huế thuyên chuyển Linh mục Nguyễn Văn Lý về làm linh mục quản xứ An Truyền thuộc xã Phú An, huyện Phú Vang, tỉnh Thừa Thiên Huế.
Ngày 26 tháng 2 năm 2001, Ủy ban Nhân dân tỉnh Thừa Thiên Huế đã ra quyết định quản chế hành chính 2 năm đối với Linh mục Nguyễn Văn Lý tại xã Phú An vì lý do "sử dụng tòa giảng để kích động giáo dân chống phá chính quyền".
Ngày 19 tháng 10 năm 2001, toà án nhân dân tỉnh Thừa Thiên Huế đã xét xử và tuyên án Linh mục Nguyễn Văn Lý 15 năm tù giam, 5 năm quản chế tại địa phương nơi cư trú về hai tội "phá hoại chính sách đoàn kết" và "không chấp hành quyết định hành chính của cơ quan nhà nước có thẩm quyền về việc quản chế hành chính" (Điều 87 và 269 Bộ Luật Hình sự). Linh mục Lý sau đó bị đưa về giam tại Ba Sao (Nam Hà).
Ngày 8 tháng 12 năm 2002, Linh mục Nguyễn Văn Lý và Hòa thượng Thích Quảng Độ được trao Giải Nhân quyền Việt Nam của Mạng lưới Nhân quyền Việt Nam.
Ngày 26 tháng 6 năm 2004, Linh mục Lý được trao Giải Shalom khiếm diện tại Đại học Công giáo Eichstätt-Ingolstadt (Đức).
Tháng 2 năm 2005, Linh mục Lý được giảm án và được đặc xá. Theo lời của giới hữu trách thì ông ta đã "biết lỗi" và "hối hận". Có tin cho rằng khi ở trong tù, ông đã viết một bức "Tâm thư" bày tỏ sự hối lỗi của mình.
Ngày 8 tháng 4 năm 2006, Linh mục Lý đã thành lập "Khối 8406", cùng với một số người biên soạn nhiều tài liệu có nội dung chống lại chính quyền và kêu gọi tẩy chay cuộc bầu cử quốc hội vào năm 2007.
Ngày 22 tháng 8 năm 2006, Linh mục Lý đã cùng ký tên vào bản công bố của "Khối 8406" về "Tiến trình dân chủ hoá Việt Nam".
Ngày 8 tháng 9 năm 2006, Linh mục Lý đã công bố "Tuyên bố nhân dịp đảng Thăng Tiến Việt Nam công bố tự thành lập tại Việt Nam ngày 8-9-2006". Ông cùng với một số người thành lập Đảng Thăng Tiến Việt Nam và liên kết với Đảng Vì Dân cùng với một số tổ chức chính trị ở nước ngoài, thành lập "Liên Đảng Lạc Hồng".
Ngày 20 tháng 5 năm 2016, Linh mục Lý được trả tự do sau khi bị giam giữ ở trại giam Nam Hà, huyện Kim Bảng, tỉnh Hà Nam. Ông về cư ngụ tại Tòa Giám mục Huế.

## Phiên toà năm 2007
Ngày 18 tháng 2 năm 2007, công an khám xét nơi ở của Linh mục Nguyễn Văn Lý tịch thu 200 kg tài liệu mà họ báo cáo rằng đó là những tang vật tuyên truyền chống chính quyền Việt Nam. Họ cũng đã thu giữ 5 máy tính xách tay, 1 máy tính để bàn đang kết nối Internet thông qua máy điện thoại di động. Ngoài ra, còn thu được 7 điện thoại di động, 136 sim điện thoại cùng nhiều phương tiện khác mà Nguyễn Văn Lý dùng để in ấn, phát tán. Nguyễn Văn Lý bị khởi tố với các tội danh "phá hoại chính sách đoàn kết" (Điều 87 BLHS), "tuyên truyền chống phá Nhà nước CHXHCNVN" (Điều 88 BLHS) và "không chấp hành án" (Điều 304 BLHS).
Ngày 30 tháng 3 năm 2007, tại Huế, Tòa án nhân dân tỉnh Thừa Thiên Huế đã mở phiên tòa xét xử Nguyễn Văn Lý về tội "tuyên truyền chống Nhà nước Cộng hòa Xã hội Chủ nghĩa Việt Nam" quy định tại Khoản 1, Điều 88 - Bộ luật hình sự của Cộng hòa Xã hội Chủ nghĩa Việt Nam và tuyên phạt Linh mục Nguyễn Văn Lý 8 năm tù giam và 5 năm quản chế tại nơi cư trú sau khi mãn hạn tù. Trong phiên tòa này không có mặt luật sư biện hộ.
Khi ra tòa, Nguyễn Văn Lý tỏ thái độ bất hợp tác, không chịu vào phòng xử, và đã bị các nhân viên an ninh lôi đi. Sau đó, Nguyễn Văn Lý còn tỏ thái độ chống đối rồi đạp vào vành móng ngựa và khi Nguyễn Văn Lý bắt đầu lên tiếng: "Đả đảo cộng sản Việt Nam...", một nhân viên an ninh mặc thường phục đã lấy tay bịt miệng Nguyễn Văn Lý lại. Chủ tịch nước Việt Nam Nguyễn Minh Triết trả lời phỏng vấn hãng truyền hình CNN cho rằng trong lúc xét xử ông Lý có những lời lẽ thô bạo, chửi bới chính tòa nên đã xảy ra chuyện bịt miệng nhưng hành động này là không tốt, không đúng, là sai sót của một nhân viên bình thường không phải là chủ trương của nhà nước và việc này sẽ bị xử lý.

## Nhận xét
Theo chính phủ nước Cộng hòa Xã hội Chủ nghĩa Việt Nam: ông Nguyễn Văn Lý đã xa rời con đường hành đạo chân chính, lợi dụng chiếc áo của nhà tu hành tham gia nhiều hoạt động chống phá chính quyền nhân dân, tuyên truyền và phát tán những tài liệu chống lại chính phủ và nhà nước Cộng hòa Xã hội chủ nghĩa Việt Nam, và bắt liên lạc với những tổ chức chính trị ở trong và ngoài Việt Nam gây mâu thuẫn và phá hoại đoàn kết dân tộc. (Xem  Lưu trữ ngày 15 tháng 4 năm 2009 tại Wayback Machine)
Theo bản dịch của Báo Nhân dân của cuộc phỏng vấn của chủ tịch nước Việt Nam Nguyễn Minh Triết với CNN, Hội đồng Giám mục Việt Nam, Tòa thánh Vatican, nơi quản lý, bảo vệ quyền lợi cho các linh mục trên toàn thế giới cũng đồng tình ủng hộ chính phủ Việt Nam, họ có đầy đủ thông tin rằng ông Lý có một số hoạt động vi phạm luật pháp Việt Nam. Tuy nhiên, nguyên bản tiếng Anh của CNN không nhắc đến việc Hội đồng Giám mục ủng hộ, Hội đồng Giám mục Việt Nam đã gửi thư đến chủ tịch Nguyễn Minh Triết và ra công văn lên tiếng bác bỏ việc họ ủng hộ chính phủ trong việc khởi tố Linh mục Lý.
Tờ The Wall Street Journal, trong một bài xã luận, đã nhắc đến Linh mục Nguyễn Văn Lý như một trong những người xứng đáng được trao Giải Nobel Hòa bình năm 2007 hơn Al Gore.
Ngày 1 tháng 7 năm 2009, 37 Thượng nghị sĩ Hoa Kỳ viết thư kêu gọi Chủ tịch nước Việt Nam thả tự do linh mục Nguyễn Văn Lý "ngay lập tức và vô điều kiện". Những nghị sĩ này tin rằng phiên tòa kết án ông có nhiều sai lầm.

### Việt Nam
- Nguyễn Văn Lý bị phạt 8 năm tù vì chống nhà nước Lưu trữ ngày 7 tháng 4 năm 2007 tại Wayback Machine
- Nguyễn Văn Lý ra tòa với tội chống nhà nước Lưu trữ ngày 1 tháng 4 năm 2007 tại Wayback Machine
- Tuyên phạt Nguyễn Văn Lý 8 năm tù về tội "Tuyên truyền chống Nhà nước Cộng hòa xã hội chủ nghĩa Việt Nam" Lưu trữ ngày 15 tháng 4 năm 2009 tại Wayback Machine - báo Tuổi Trẻ

### Quốc tế
- Phản ứng hậu phiên xử linh mục Lý